# 6140 Kubokawa
6140 Kubokawa (1992 AT1) este un asteroid din centura de asteroizi, descoperit la 6 ianuarie 1992 de Endate și  Watanabe la Kitami.

## Caracteristici
Asteroidul prezintă o orbită caracterizată de o semiaxă majoră egală cu 2,3318473 u.a. și de o excentricitate de 0,1435520, înclinată cu 5,61979° în raport cu ecliptica.